# Битва при Ґондері

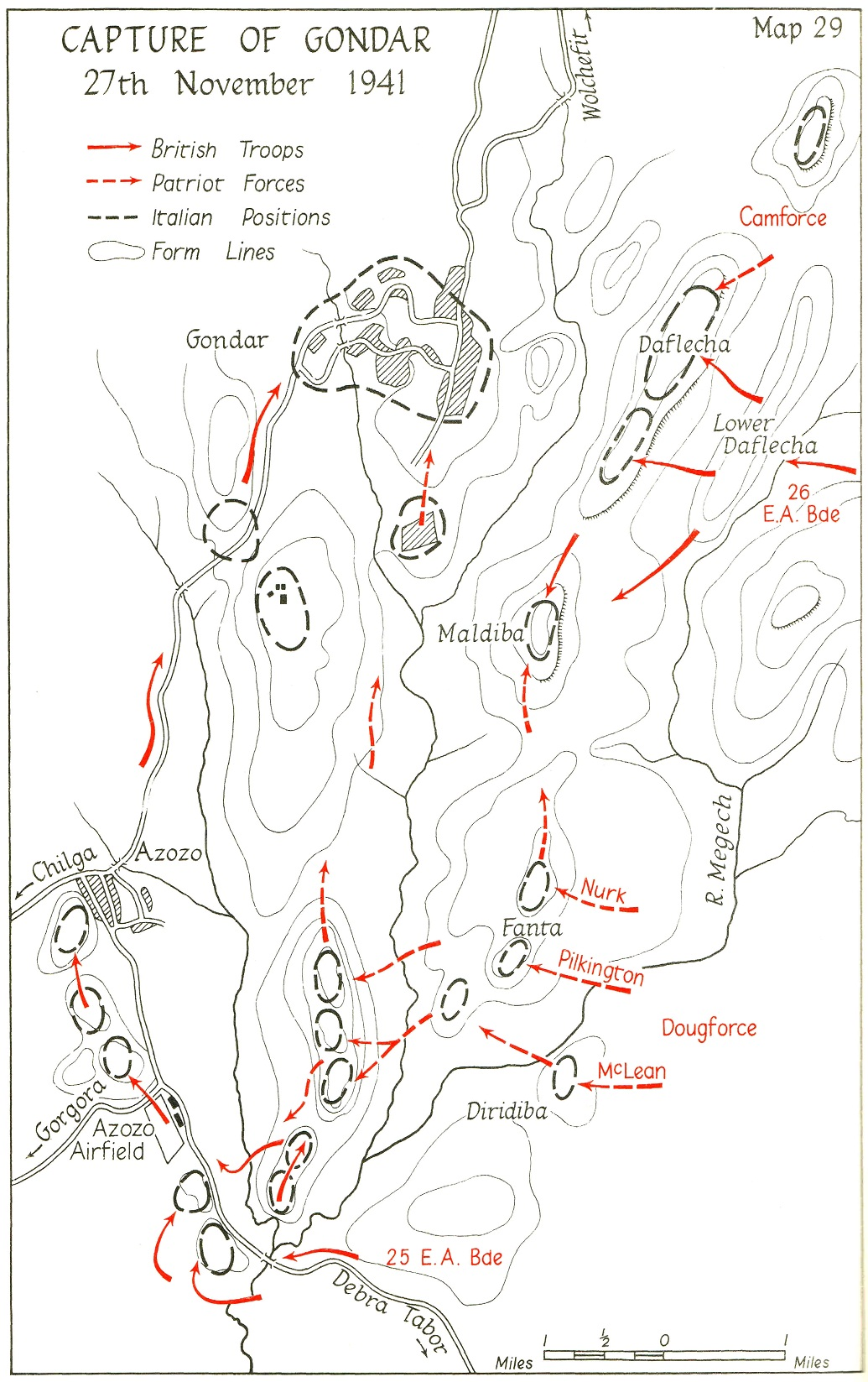
Британський та ефіопський наступ в листопаді 1941 року

Битва при Ґондері відбувалася 1941 року між італійськими та британсько-ефіопськими силами в часі Східноафриканської кампанії і була її завершальною частиною.

## Передумови
Після поразки у битві при Керені італійські сили в Східній Африці змушені були залишити Центральну Ефіопію і відступити в прикордонні райони. Група військ під командуванням генерала Гульєльмо Насі відступила в район міста Ґондер (Амхара). Позиції у Ґондері були ще за місяць до того укріплені силами Насі. Вони являли собою оборонний район з центром в Ґондері і його передмісті — Азозо (саме там й розміщувався штаб Насі) та чотирма оборонними пунктами в населених пунктах Кулкалбер, Благір, Уалага і Сохс (а також укріплені позиції в Дебре-Табор і Дебре-Уолшефіт).

## Перебіг подій
Італійці в цій місцевості мали 13 батальйонів чорносорочечників, 15 батальйонів колоніальних військ і кілька кавалерійських ескадронів — загалом близько 40000 чоловік. Генерал Насі, втративши підвезення ресурсів з Аддіс-Абеби, змушений був для економії запасів, що залишилися, скоротити пайки солдатам, організувати торгівлю з місцевим населенням і знизити платню аскарі. З цією ж метою італійці почали ловити рибу в озері Тана. Також ними було налагоджено виробництво саморобних танків (переробка броньованих тракторів). У вересні та жовтні 1941 року, за допомогою таємних рейсів з Лівії, Насі отримав гроші із Італії на придбання продовольства.
Перша атака англійських військ сталася 17 травня 1941 року і призвела до взяття селища Ангава, яке однак було відбито бригадою полковника Тореллі. У наступні дні союзні війська захопили позиції в Дебре-Таборі, зайняті солдатами полковника Анджеліні (які майже не чинили опір противнику).
На початку облоги Насі мав в своєму розпорядженні на аеродромі в Ґондер-Азозо 2 винищувачі Fiat CR.42 Falco і 1 бомбардувальник Caproni Ca.133. Caproni використовувався для постачання повітряним шляхом гарнізону в Дебре-Уолшефіт, поки не був пошкоджений британською авіацією 8 вересня, а 21 вересня остаточно виведений з ладу.
Гарнізон Дебре-Уолшефіт складався з 2 батальйонів чорносорочечників підполковника Маріо Гонелла, чинив запеклий опір. Ці війська складалися з ополченців, набраних серед корінних народів Ефіопії і Еритреї; одним з батальйонів була «банда Бастіані» під командуванням сержанта Анджело Бастіані. З 17 квітня 1941 гарнізон Дебре-Уолшефіт виявився повністю оточений через перехід місцевого раса Аджай бурра на сторону британців, і 10 травня Гонелла відхилив першу пропозицію противника про капітуляцію. 28 травня після масованої атаки союзників італійці були вибиті з аванпостів в селищах Шіанк і Дебареш. 22 червня бригада Бастіані зробила успішну контратаку і змогла знову зайняти Шіанк, причому при цьому силами Бастіані був полонений раса Аджай бурра. Командувач англійськими військами в Шіанке Рінгроуз зумів уникнути полону, сховавшись в савані. В Італії сержанту Бастіані була вручена золота медаль «За військову доблесть» і присвячений номер міланської газети «La Domenica del Corriere».
19 липня Гонелла відхилив другу пропозицію капітуляції. У серпні Дебре-Уолшефіт був обложений 12-й англійською дивізією генерала Чарльза Фоукса. Італійці змушено здійснювали нічні вилазки, щоб поповнити запаси продовольства, проте це було припинено до 25 вересня. 28 вересня, після 165-денної оборони, гарнізон Дебре-Уолшефіт здався. Його капітуляція надала змогу британцям розпочати безпосередню облогу Ґондера; при цьому частину союзних сил перекинули для участі в битві при Кулкалбері.
У ході запеклих боїв за Кулкалбер група карабінерів, що його обороняла, і батальйон чорносорочечників були майже повністю знищені. 21 листопада 1941 року Кулкалбер був захоплений військами союзників.
23 листопада британські війська підійшли до Ґондера, який майже не оборонявся, оскільки багато аскарі дезертували, не отримуючи платні і продовольства. Останній з італійських літаків «Фіат CR-42» (пілота Ільдебрандо Малавольти) був збитий в бою з південноафриканськими винищувачами ще 24 жовтня.
27 листопада внаслідок рішучої атаки англійців був узятий Азозо [Архівовано 16 листопада 2020 у Wayback Machine.], і союзні війська впритул підійшли до фортеці Фасіл-Геббі. О 14:30 генерал Насі змушений був віддати наказ про капітуляцію італійським військам в Ґондері, якому незабаром підкорилося їх основне угрупування, розташоване в будівлі Банку Італії. Відтак до 30 листопада останні залишки італійських сил у місті склали зброю.

## Наслідки
Із взяттям Ґондера останній оплот Італії в Ефіопії припинив своє існування, Східноафриканська кампанія Другої світової війни закінчилася.